# Gharana de Panyab

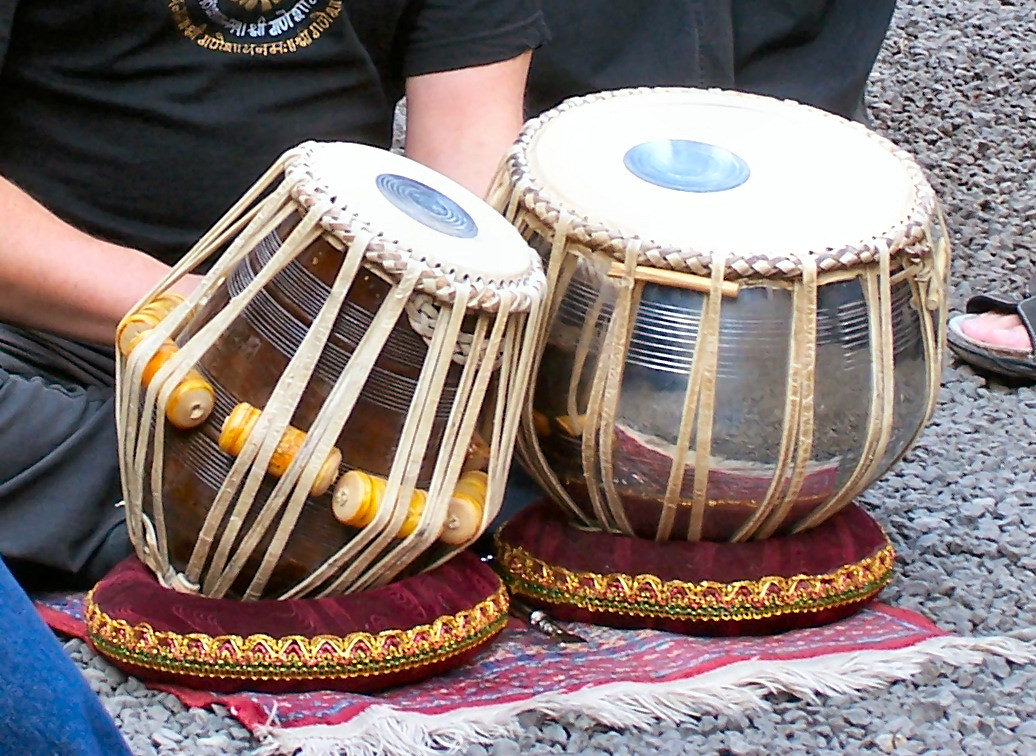
Tablá indio.

El gharana de Punyab (a veces llamado panyabí gharānā) es un estilo y técnica de tablá, originario de la región de Punyab (hoy en día dividida entre India y Pakistán).
El estilo que trabaja es el que aparece al ser ejecutados los acentos rítmicos del tablá, importante instrumento de percusión semimelódico, en el cual el gharana de Punyab representa su mayor folclore, que se distingue de otros gharanas por sus múltiples colores.
Las células rítmico-melódicas (taal) más conocidas de este gharana son, entre otras:
- kahrwa taal
- mata taal
- pashto taal
- talwaar taal
- dhawerno taal,

## Linaje del gharana de Punyab

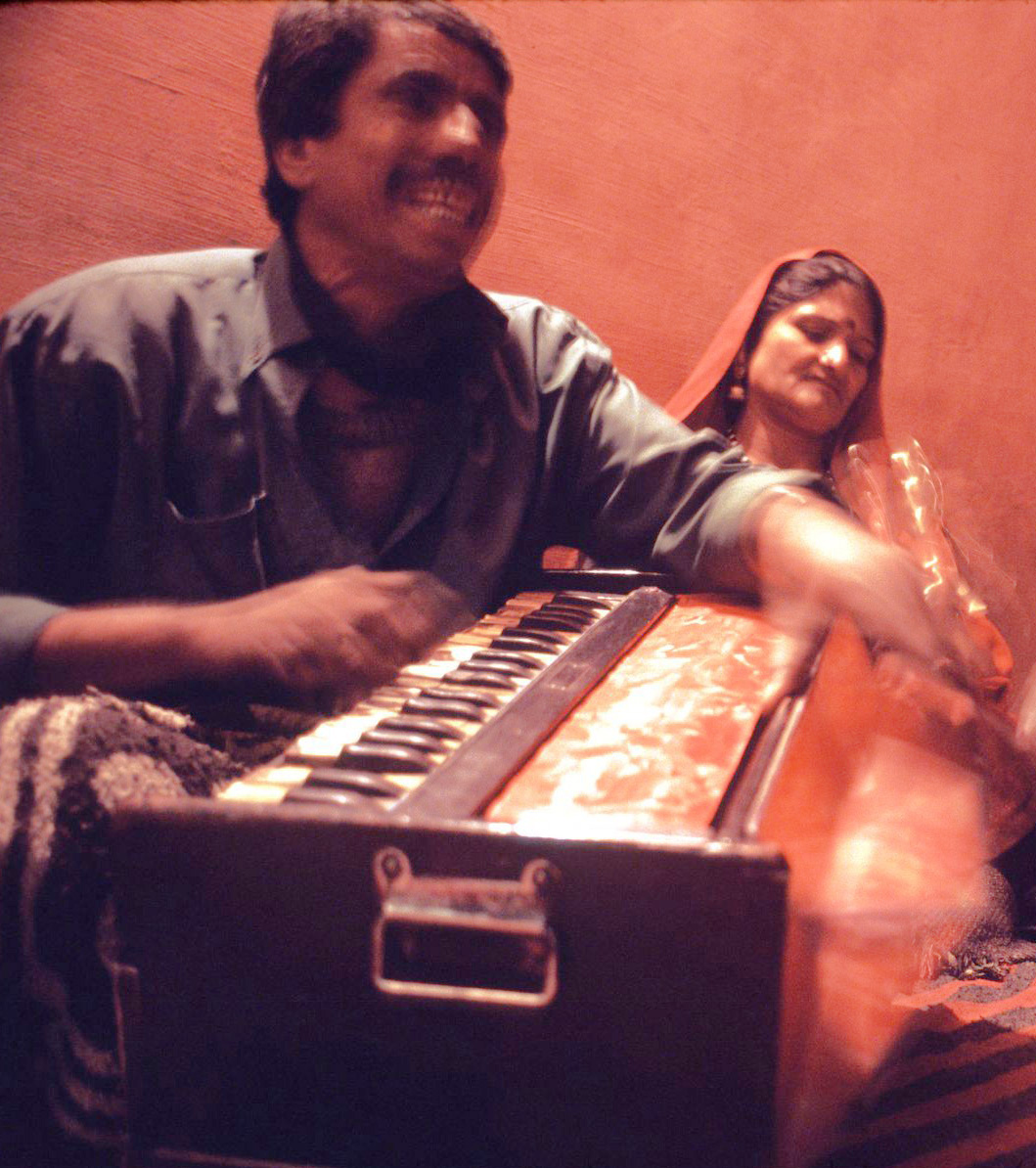
Armonio fabricado en India. Este instrumento fue llevado por misioneros franceses en el siglo XIX. Se utiliza para acompañar las ejecuciones del tablá, a cantantes solistas y como solista.

Uno de los más grandes maestros que utilizan este gharana es el afamado músico Zakir Hussain y su padre, ustad Alla Rakha.
- Lal Bhavanidas (creador).
- Miyan Qadir Baksh I
- Sajjad Hussain Baksh
- Miyan Faqir Baksh
- Miyan Qadir Baksh II
- ut. Firoz Khan
- ut. Alla Rakha (padre de Zakir Hussain)
- ut. Shaukat Hussain
- pt. Gñan Prakash Ghosh
- ut. Altaf Hussain Tafo Khan
- ut. Akhtar Hussain Khan
- ut. Zakir Hussain
- ut. Fazal Qureshi
- ut. Taufiq Qureshi
- pt. Shiam Kane
- ut. Abdul Sattar Tari Khan
- ut. Mohammed Ajmal Khan
- pt. Shankar Ghosh
- ut. Ghulam Abbas Khan
- pt. Yogesh Samsi
- Sajjad Ali
- ut. Ejaz Hussain Ballu Khan
- pt. Naian Ghosh
- Aditia Kalianpur
- Amit Kavthekar
- Rohan Bhogal Singh

ut.-ustad ; pt.-pandit
- Datos: Q949835